# Under the Pink
Under the Pink (De Sub Rozul) este al doilea album de studio al cântăreței americane Tori Amos.

## Tracklist
1. "Pretty Good Year" (Destul de bun an) – 3:25
2. "God " (Dumnezeu) – 3:58
3. "Bells For Her" (Senorii pentru ea) – 5:20
4. "Past the Mission" (Îndepărtat de delegația) – 4:05
5. "Baker Baker" (Brutarule, Brutarule) – 3:20
6. "The Wrong Band" (Trupa greșită) – 3:03
7. "The Waitress" (Chelnărița) – 3:09
8. "Cornflake Girl" – 5:06
9. "Icicle" (Țurțure) – 5:47
10. "Cloud on My Tongue" (Nor pe limba mea) – 4:44
11. "Space Dog" – 5:10
12. "Yes, Anastasia" (Da, Anastasia) – 9:33